# Tour della nazionale maschile di rugby a 15 della Romania 1999
Tra il 1998 e il 1999, la nazionale della Romania di "rugby a 15" si reca varie volte in tour per prepararsi al Coppa del mondo del 1999
Nel 1999, per rifinire la preparazione per la Coppa del Mondo di rugby 1999 si reca in Galles e Francia, con altrettante sconfitte con club gallesi. Infine una pesante sconfitta ad Edimburgo con la Scozia.
| Bruidgend 28 agosto 1999 | Bridgend Ravens | 44 – 10 | Romania XV |  |

| Newport 28 agosto 1999 | Newport RFC | 56 – 20 | Romania XV |  |

| Ebbw Vale 28 agosto 1999 | Ebbw Vale RFC | 18 – 0 | Romania XV |  |

| Llanelli 28 agosto 1999 | Llanelli RFC | 57 – 12 | Romania XV | Stradey Park |

| Béziers 28 agosto 1999 | Beziers | 33 – 24 | Romania XV |  |

| Glasgow 28 agosto 1999 | Scozia | 60 – 19 | Romania | Hampden Park |